# Punta Clovis

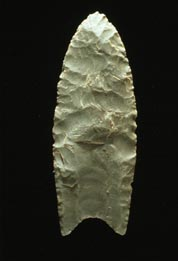
Una punta Clovis (en la imatge) es construeix percudint les dues cares d'una pedra alternativament entre una vora i una altra.

Les puntes de Clovis o puntes Clovis són artefactes lítics característics de la cultura de Clovis.
S'han trobat en nombrosos llocs a Amèrica del Nord i estan associats al període Paleoamericà, al voltant de 10000 aC. El nom d'aquests objectes i la cultura de la qual formen part es deu a la ciutat de Clovis (Nou Mèxic), on es van documentar els primers exemplars al voltant de 1929.
Les puntes Clovis és un dels elements distintius del període anomenat Cenolític inferior mesoamericà, que va des del 9500 aC al 7000 aC i forma part de l'etapa lítica mesoamericana (32000 - 7000 aC). El Cenolític inferior té com a característica important el canvi climàtic que motiva una transformació de les pautes d'explotació del medi, l'organització social i la tecnologia.